# Canuleius vigintispinosus
Canuleius vigintispinosus är en insektsart som beskrevs av Ludwig Redtenbacher 1906. Canuleius vigintispinosus ingår i släktet Canuleius och familjen Heteronemiidae. Inga underarter finns listade.